# Sonate K. 13
Pour les articles homonymes, voir K13.
Pour un article plus général, voir Essercizi per gravicembalo.
La sonate K. 13 (F.529/L.486) en sol majeur est une œuvre pour clavier du compositeur italien Domenico Scarlatti. C'est la treizième sonate du seul recueil publié du vivant de l'auteur, les Essercizi per gravicembalo (1738) qui contient trente numéros.

## Présentation
La sonate en sol majeur, K. 13, et notée Presto « est d'une exquise fraîcheur » ; l'ouverture est un motif décidé, puis viennent des notes répétées, occasions de croisements de mains rapides.

## Édition
L'œuvre est imprimée dans le recueil des Essercizi per gravicembalo publié sans doute à Londres en 1738.

## Interprètes
La sonate K. 13 est interprétée au piano notamment par Robert Casadesus (EMI), Marcelle Meyer (1954), Glenn Gould (1968, Sony), Alicia de Larrocha (1979, Decca), Alexis Weissenberg (1985, DG), Ivo Pogorelich (1992, DG), Yundi Li (2005, DG) et Carlo Grante (2010, Music & Arts, vol. 1) ; au clavecin par Scott Ross (1976, Still et 1985, Erato), Joseph Payne (1990, BIS) et Laura Alvini (1990, Nuova Era), Richard Lester (2004, Nimbus, vol. 1), Pieter-Jan Belder (Brilliant Classics), Kenneth Weiss (2007, Satirino), Emilia Fadini (2008, Stradivarius, vol. 11) et Hank Knox (2021, Leaf Music).

## Sources
- Ralph Kirkpatrick (trad. de l'anglais par Dennis Collins), Domenico Scarlatti, Paris, Lattès, coll. « Musique et Musiciens », 1982 (1re éd. 1953 (en)), 493 p. (OCLC 954954205, BNF 34689181).
- Alain de Chambure, « Domenico Scarlatti : Intégrale des sonates — Scott Ross », p. 172–175, Erato (2564-62092-2), 1985 (OCLC 891183737) .
- Guy Sacre, La musique pour piano : dictionnaire des compositeurs et des œuvres, vol. II (J-Z), Paris, Robert Laffont, coll. « Bouquins », 1998, 2424 p. (ISBN 978-2-221-08566-0).

 : document utilisé comme source pour la rédaction de cet article.